# Guilty Crown
Guilty Crown (japonsky ギルティクラウン, Giruti Kuraun) je japonský anime seriál vytvořený studiem Production I.G. V Japonsku se vysílal od 13. října 2011 do 22. března 2012 v programovém bloku noitaminA Fuji TV. K seriálu byly později vytvořeny dvě manga adaptace, light novel, vizuální román a jedna OVA.